# Oligoenoplus chewi
Oligoenoplus chewi là một loài bọ cánh cứng trong họ Cerambycidae.